# Liste der mexikanischen Kinofilme 1927
Die Liste der mexikanischen Kinofilme des Jahres 1927 führt alle in diesem Jahr in Mexiko gedrehten Langfilme auf. Insgesamt gab es in diesem Jahr zehn mexikanische Produktionen. Die in dieser Liste aufgeführten Informationen basieren auf David E. Wilts Buch „The Mexican Filmography 1916 through 2001“, der die vollständigste Filmographie für Mexiko vorgelegt hat.

## Legende
- Titel: Nennt soweit vorhanden den offiziellen deutschen Filmtitel, andernfalls den spanischen Originaltitel.
- Regisseur: Nennt den Regisseur oder die Regisseure des Films.
- Genre: Nennt die Genrezuordnung.
- Darsteller: Nennt drei Hauptdarsteller.
- Besonderheiten: Führt Besonderheiten und Hintergründe zum Film auf.

## Filmliste
| Titel                    | Regisseur               | Genre                 | Darsteller                                                     | Besonderheiten                                                                        |
| ------------------------ | ----------------------- | --------------------- | -------------------------------------------------------------- | ------------------------------------------------------------------------------------- |
| Una catástrofe en el mar | Eduardo Urriola         | Filmdrama             | Carmen Cardoso Dolores García Rojas Guillermo Nemer            |                                                                                       |
| Conspiración             | Manuel R. Ojeda         | Historienfilm         | Luis Márquez Ramón Pereda Conchita del Hoyo                    |                                                                                       |
| El león de Sierra Morena | Miguel Contreras Torres | Abenteuerfilm         | René Navarre Miguel Contreras Torres Nilda Duplessis           | Der Film wurde in Spanien gedreht. Ob er aus Mexiko finanziert wurde, ist umstritten. |
| El puño de hierro        | Gabriel García Moreno   | Kriminalfilm Thriller | Carlos Villatoro Lupe Bonilla Manuel de los Ríos               |                                                                                       |
| Raza de bronce           | Guillermo Calles        | Filmdrama             | Guillermo Calles                                               |                                                                                       |
| Sangre azteca            | Gabriel García Moreno   |                       | Carlota Jacomé                                                 | Der Film wurde nicht fertiggestellt.                                                  |
| El sendero gris          | Jesús Cárdenas          | Filmdrama             | Adela Sequeyro Carlos Reyes del Callejo                        | Entweder nicht aufgeführt oder nicht fertiggestellt.                                  |
| Tijuana                  | Guillermo Calles        |                       | Guillermo Calles                                               |                                                                                       |
| El tren fantsma          | Gabriel García Moreno   | Kriminalfilm          | Manuel de los Ríos Carlos Villatoro Clarita Ibáñez             |                                                                                       |
| Yo soy tu padre          | Juan Bustillo Oro       | Filmkomödie           | Agustín Carrillo de Albornoz Graciela Ortega Quintín Gutierrez | Basierte auf einem Roman von Maurice Leblanc.                                         |